# Pardomuan Ajibata
Pardomuan Ajibata is een bestuurslaag in het regentschap Toba Samosir van de provincie Noord-Sumatra, Indonesië. Pardomuan Ajibata telt 605 inwoners (volkstelling 2010).